# 곡물거저리
곡물거저리(Tenebrio obscurus)는 갈색거저리와 같은 속에 속하는 거저리류의 곤충이다. 겉모습으로 두 종을 구분하기는 매우 어렵지만, 곡물거저리 애벌레는 17~19mm로 갈색거저리 애벌레(25mm)보다 크기가 작다.